# Ixora aciculiflora
Ixora aciculiflora är en måreväxtart som beskrevs av Cornelis Eliza Bertus Bremekamp. Ixora aciculiflora ingår i släktet Ixora och familjen måreväxter. Inga underarter finns listade i Catalogue of Life.